# Famille Rivaud de la Raffinière
La famille Rivaud de La Raffinière est une famille française éteinte qui avait été titrée au XIXe siècle. Elle était originaire de Saintonge et du Poitou à l'origine du Groupe Rivaud (banque). Elle tire son nom de la terre de la Raffinière à Brux (Vienne).

## Personnalités
- Olivier Macoux Rivaud de La Raffinière général de division, (né le 10 février 1766 à Civray - mort le 19 décembre 1839 à Angoulême), commandeur de Saint-Louis (1er mai 1814) et grand-officier de la Légion d'honneur (août) et créé comte de la Raffinière (1818). Olivier Rivaud à l'âge de 27 ans, est choisi en 1793 par le jeune général Florent Duquesnoy (32 ans) pour devenir son chef d'état major et réaliser ses victoires de 1793 avec l'armée du Nord, en particulier la victoire surprenante de Wattignies, le 16 octobre 1793, face aux alliés Anglo-Autrichiens. Rivaud secondera efficacement son général au moment des colonnes infernales de Vendée, en février 1794, quand ce dernier refusait d'obéir aux ordres sanguinaires de Turreau (sources archives du ministère de la guerre). Duquesnoy utilisa une série de subterfuges pour préserver les populations civiles, ceci avec la complicité de son chef d'état major. Conformément aux ordres de Duquesnoy transmis par Rivaud, l'Armée de Duquesnoy mettait l'arme au pied face aux civils qui pouvaient ainsi fuir les lieux de combats. Inspecteur général d'infanterie en 1819, commandant de la 15e division militaire (Rouen) (1820-1830), il refusa, en 1824, le commandement en chef de l'armée d'occupation d'Espagne, demanda sa retraite en 1830, et l'obtint le 10 juillet 1831. Grand-croix de la Légion d'honneur (1825).
- René Rivaud de la Raffinière, né au château de la Raffinière en 1887, un des 4 frères fondateurs du groupe Rivaud et grand amateur de courses hippiques; père de Micheline et Guilemette de Rivaud
- Olivier Rivaud de la Raffinière, né au château de la Raffinière le 2 août 1875, mort le 16 octobre 1938 à Paris. Il présida notamment, la Société financière des caoutchoucs (fondée par Rivaud frères), l'Union tropicale des plantations, la Compagnie des caoutchoucs de Padang (fondée en 1911 par Siegfried, Mellier et Raverat adossés à la banque Rivaud), et la Société des plantations des Terres rouges. Il est nommé en décembre 1929, par la quasi-unanimité de ses collègues, président du Syndicat de la Coulisse, syndicat des banquiers en valeur à terme. Il est nommé en 1931 président du Syndicat des banquiers en valeur au comptant.
- Paule Rivaud de la Raffinière épouse de Jean Bonnin de La Bonninière de Beaumont.

## Généalogie
```
Jean-François Rivaud
x Catherine Léon
|
|→ Jean-François Charles Rivaud - alias Charles-Jean Rivaud
[
2
]
 (
17 juillet 1718
-
19 janvier 1778
, à 
Civray
), sieur de la Raffinière
    X 1750 ou 1751 à Niort : Elisabeth Rondeau (née 1727 à Verrines-?)
    |
    |→ Jean Charles Marie Rivaud - alias Charles-Jean Rivaud
[
2
]
 (1757-1809 à Civray)
    |   X N.. Lelong de La Croizardière, S.p. - 
D'après Jougla, serait auteur d'un rameau subsistant demeuré non noble.

    |
    |→ 
Olivier Macoux Rivaud de la Raffinière
 (
10 février 1766
 à Civray-
19 décembre 1839
 à Angoulême), général de division, créé baron de la Raffinière et de l'Empire (1808), puis comte de la Raffinière (1818). Grand-croix de la Légion d'Honneur.
        X 1802 : Marie-Charlotte de Fricon (1776-?)
        |
        |→ 
Jean-Baptiste Jules Rivaud de La Raffinière
, 
2
e
 
comte
 de la Raffinière. Officier de la Légion d'Honneur.
        X Marie-Hectorine Mérigaud
        |
        |→ 
Charles-Olivier-Jules Rivaud de La Raffinière
, 
3
e
 
comte
 de la Raffinière.
        |    X 1871 Félicie de Vuillefroy (fille d'
Amédée de Vuillefroy de Silly
)
        |    |
        |    |→Marie Louise Charlotte de Rivaud la Raffinière (1879
[
3
]
-1959), épouse le 
22 février 1905
 à Poitiers
[
4
]
 Raymond Marc Hippolyte de Montgolfier (fils de Marc Auguste de Montgolfier et de Jeanne Marie Alice Desprez.
        |
        |
        |→ Roger-Olivier Rivaud de La Raffinière
        |    X 1887 Madeleine Dupuy d'Angeac
```

## Armes et titre
- Blason : D'azur, au lion d'or ailé; quartier des barons militaires (Règlement de 1808, Jougla de Morénas, no 29 228), puis règlement d'armoiries des lettres patentes de 1818 accordant le titre de comte héréditaire à la famille : Coupé, au I parti d'azur à l'épée d'or en pal et d'argent aux deux jumelles de sable en bande, au II d'azur au lion ailé d'or, la tête sommée de trois étoiles du même, 2 et 1. (Jougla, ibidem).
- Titre de baron de La Raffinière et de l'Empire, accordé par décret du 19 mars 1808, à Olivier-Macoux Rivaud.
- Titre héréditaire de comte de La Raffinière, accordé par lettres patentes de 1818, au même Olivier-Macoux Rivaud, baron de la Raffinière.

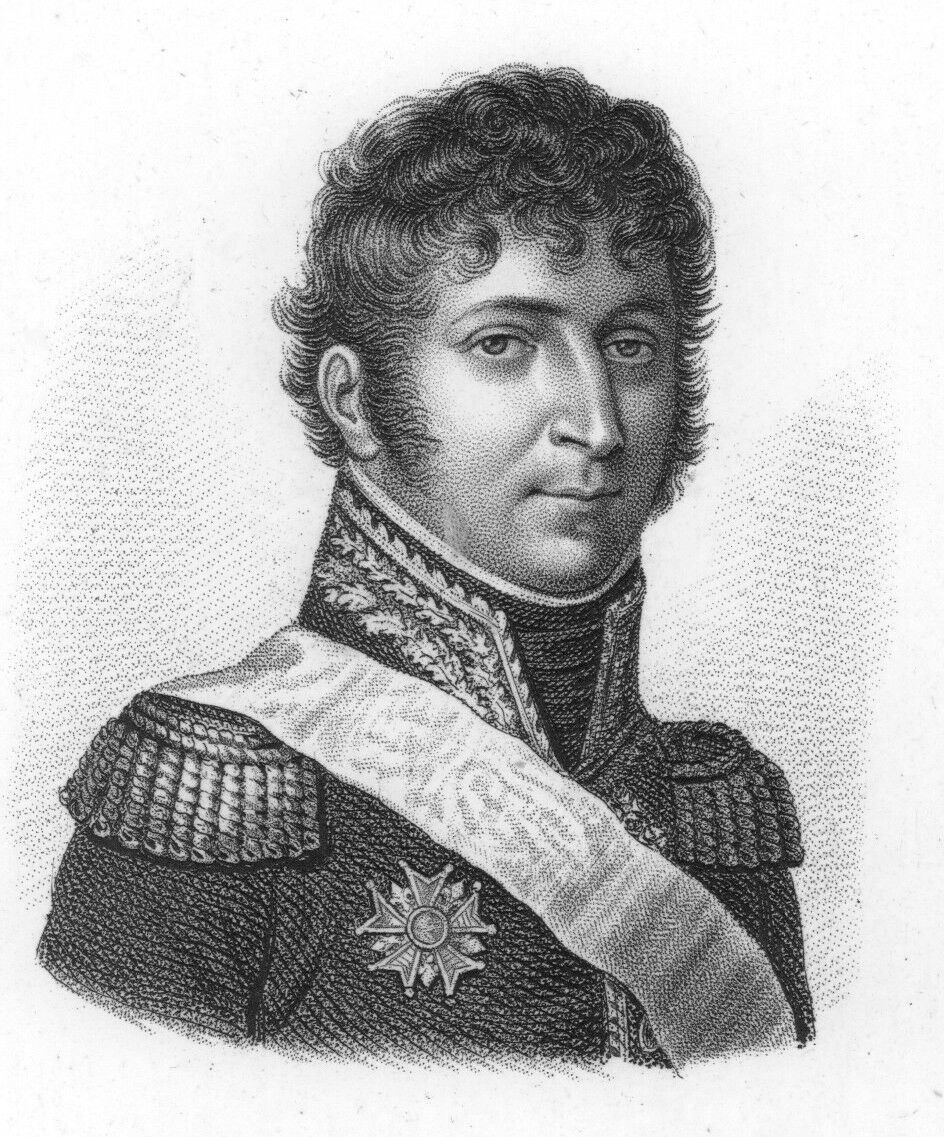
Olivier Macoux Rivaud, Ier Comte de La Raffinière (1766-1839)
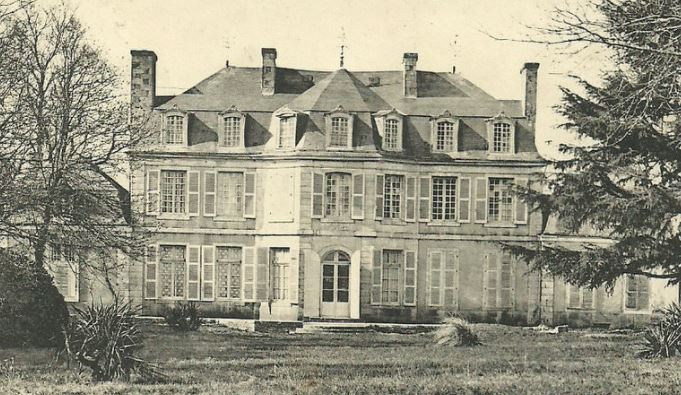
Le château de La Raffinière
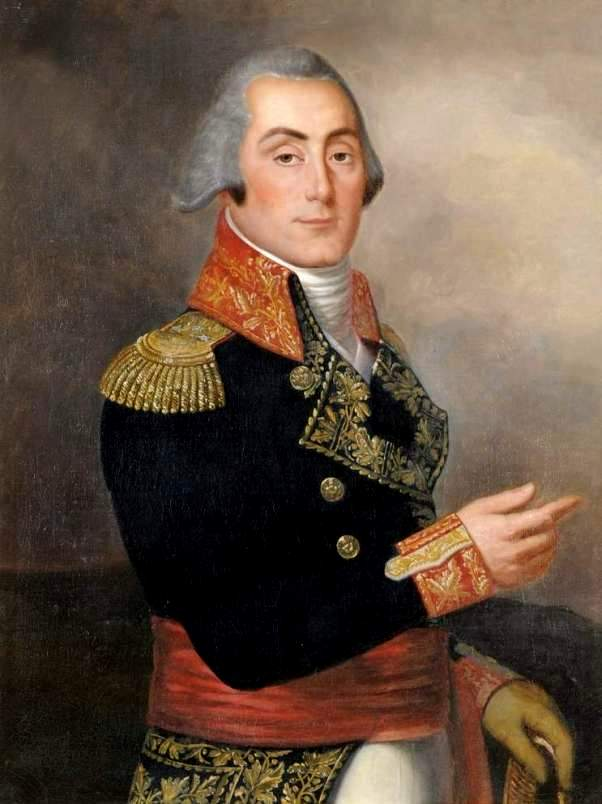
Le général Jean Rivaud (1755-1803), cousin issu de germain du Ier Comte de la Raffinière.